# پل پریم (پرین)
پل پریم (پرین) مربوط به دوران‌های تاریخی پیش از اسلام است و در شهرستان باشت، رودخانه تنگ شیو، روستای چم بلبل واقع شده و این اثر در تاریخ ۵ آذر ۱۳۸۰ با شمارهٔ ثبت ۴۴۰۰ به‌عنوان یکی از آثار ملی ایران به ثبت رسیده است.